# 千葉輔胤
千葉 輔胤（ちば すけたね / 岩橋 輔胤、いわはし - ）は、室町時代中期から戦国時代初期にかけての武将。千葉氏の第21代当主。

## 系譜
『千葉大系図』によれば、第19代当主・千葉康胤（馬加康胤）の庶子とされ、初めは所領のあった印旛郡印東庄岩橋村（現在の千葉県印旛郡酒々井町岩橋）より、「岩橋」氏を名乗ったとされる。
ところが、『千学集抄』によれば、千葉氏の庶流である馬場胤依の三男で、第13代当主千葉氏胤の曾孫にあたるとされている。下総馬場氏は氏胤の子馬場重胤に始まる印旛郡馬場村（現在の成田市付近）を拠点とした千葉氏一族で、輔胤の所領である岩橋も下総馬場氏の一族の拠点の1つであったという。
『千学集抄』による系図：千葉氏胤－馬場重胤－馬場胤依ー岩橋（千葉）輔胤
輔胤の時代の千葉氏周辺の状況について詳細な史料が存在しないため、輔胤の実像については様々な説がある（千葉姓を名乗ったかどうか、佐倉城への移転の時期がいつかなど）。

## 千葉氏当主説
父の康胤は、享徳の乱で関東が混乱する中、1455年、当時の千葉氏の正統である千葉胤直父子を殺害し、自ら千葉氏当主を僭称したが、幕府に追討される立場となる。1457年、父とする康胤と兄弟とする千葉胤持（第20代当主）が戦死したため、輔胤がその後を継いで当主となる。
馬場胤依の子とする説を取った場合には、胤持の戦死後あるいはその4か月後の康胤の戦死によって康胤の系統が絶えた後に後継に迎えられたことになる（康胤と養子関係を結んでいたかどうかは不明）。
ところが同年、東常縁の攻撃を受けて居城（千葉城）から追われ、佐倉に逃れ、そこを拠点とした。
1471年、上杉顕定に追われた古河公方足利成氏を庇護し、翌年には成氏を古河に帰還させた。1478年、長尾景春の乱が勃発すると、子の千葉孝胤を派遣して、上杉氏に反抗する景春を助けた。1492年に死去し、跡を子の孝胤が継いだ。

## 千葉氏非当主説
それ以前の居城については定かではないが、享徳の乱に乗じ千葉氏宗家を攻め滅ぼした原胤房が、東常縁に追われ逐電した後、文明年間（1469年 - 1486年）に本佐倉城（現在の酒々井町本佐倉）を築城したと伝えられている。
子の孝胤の代に重臣団の後押しを受けて千葉氏当主を自称して以降、輔胤の系統が下総千葉氏の当主となるが、輔胤自身は岩橋姓のままであった。